# Ponte da Barca (Freguesia)
Ponte da Barca ist ein Ort und eine ehemalige Gemeinde (Freguesia) und Vila (dt. Kleinstadt) im nordportugiesischen Kreis Ponte da Barca.

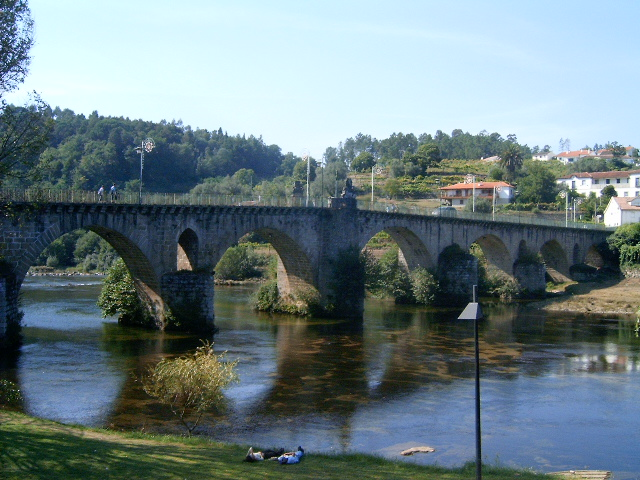
Brücke über den Lima bei Ponte da Barca

 Die Gemeinde hatte 2368 Einwohner (Stand 30. Juni 2011).
Am 29. September 2013 wurden die Gemeinden Ponte da Barca, Vila Nova de Muía und Paço Vedro de Magalhães zur neuen Gemeinde União das Freguesias de Ponte da Barca, Vila Nova de Muía e Paço Vedro de Magalhães zusammengeschlossen. Ponte da Barca ist Sitz dieser neu gebildeten Gemeinde.